# Marco Sergio
Marco Sergio (Roma, ... – Reggio Calabria, 205 a.C.) è stato un politico romano, svolse il ruolo di pretore di Roma.

## Vita
Di lui si sa ben poco: faceva parte della gens Sergia, come Catilina, e nel 205 a.C. divenne tribunus militum. Militò sotto Scipione in Sicilia. Fu torturato a morte a Rhegium (l'attuale Reggio Calabria) nel 205 a.C. da Pleminio.